# Onthophagus deterrens
Onthophagus deterrens là một loài bọ cánh cứng trong họ Bọ hung (Scarabaeidae).